# Депутаты Верховного Совета СССР от Кировской области
Депутаты Верховного Совета СССР от Кировской области (указан год выборов в Верховный Совет СССР):

## 1937 г.
1. Лукьянов Владимир Васильевич, первый секретарь Кировского обкома ВКП(б)
2. Пасынков Степан Георгиевич, заместитель заведующего облздравом г. Кирова
3. Птицын Александр Иванович, управляющий Росснабсбытом г. Кирова

## 1946 г.
1. Быков Иван Тимофеевич, председатель Кировского облисполкома
2. Катаев Михаил Феоктистович, составитель поездов ст. Киров
3. Лукьянов, Владимир Васильевич, первый секретарь Кировского обкома ВКП(б)

## 1950 г.
1. Быков, Иван Тимофеевич, первый секретарь Кировского обкома ВКП(б)
2. Клюкин Николай Михайлович, директор Кировского электромашиностроительного завода им. Лепсе

## 1954 г.
1. Клюкин, Николай Михайлович, директор Кировского электромашиностроительного завода им. Лепсе
2. Пчеляков Александр Павлович, первый секретарь Кировского обкома КПСС
3. Сафронов Иван Петрович, председатель исполкома Кировского областного Совета депутатов трудящихся

## 1958 г.
1. Гусева Надежда Васильевна, брекеровщица шинного завода г. Кирова
2. Пчеляков, Александр Павлович, первый секретарь Кировского обкома КПСС

## 1962 г.
1. Объедков Иван Фаддеевич, председатель Кировского облисполкома
2. Петухов Борис Федорович, первый секретарь Кировского обкома КПСС
3. Федосеева Любовь Арнольдовна, бригадир хлопкопрядильного производства текстильного комбината г. Кирова

## 1966 г.
1. Петухов, Борис Фёдорович, первый секретарь Кировского обкома КПСС
2. Платунова Маргарита Ивановна, осноровщица кожевенно-мехового комбината им. Октябрьской революции г. Кирова

## 1970 г.
1. Леванова Клавдия Григорьевна, сборщица мотопокрышек сборочного цеха № 2 Кировского ордена Трудового Красного Знамени шинного завода
2. Петухов, Борис Фёдорович, первый секретарь Кировского обкома КПСС

## 1974 г.
1. Беспалов Иван Петрович, первый секретарь Кировского обкома КПСС
2. Норкина Александра Михайловна, токарь Кировского электромашиностроительного завода им. Лепсе
3. Бронникова Валентина Алексеевна

## 1979 г.
1. Беспалов, Иван Петрович, первый секретарь Кировского обкома КПСС

## 1984 г.
1. Беспалов, Иван Петрович, первый секретарь Кировского обкома КПСС
2. Ульянцева Татьяна Анатольевна, доводчица-притирщица концевых мер длины завода «Красный инструментальщик» им. 60-летия СССР
3. Фокина Надежда Ивановна, фрезеровщица, бригадир комплексной бригады Кировского производственного машиностроительного объединения им. XX партсъезда

## 1989 г.
1. Клюкин Виктор Валентинович, заместитель главного контролера Кировского производственного машиностроительного объединения им. XX партсъезда
2. Мартынов Фёдор Николаевич, директор Нововятского ордена Трудового Красного Знамени комбината древесных плит Кирово-Чепецкого района Кировской области

## Ссылка
- История выборов в Вятском крае. Киров, 2010. Стр. 107-112.